# Alexei Alexejewitsch Prokurorow
Alexei Alexejewitsch Prokurorow (russisch Алексей Алексеевич Прокуроров; * 25. März 1964 in Mischino, Oblast Wladimir; † 10. Oktober 2008 in Wladimir) war ein russisch-sowjetischer Skilangläufer und Trainer.

## Werdegang

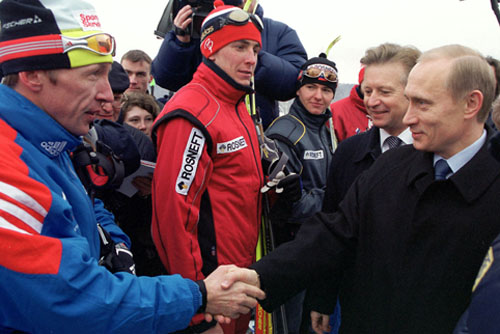
Alexei Prokurorow (links) mit Wladimir Putin, 2002

Seinen ersten großen Erfolg feierte er bei den Olympischen Winterspielen 1988 in Calgary mit dem Sieg über 30 Kilometer und dem zweiten Platz mit der sowjetischen Staffel. Neun Jahre später gewann er die 30 Kilometer bei den Nordischen Skiweltmeisterschaften, daneben gewann er zwischen 1989 und 1997 fünf weitere Medaillen bei nordischen Weltmeisterschaften. 1998 ehrte ihn der norwegische Skiverband mit der Holmenkollen-Medaille. Nach der Saison 2001/02 trat er vom Wettkampfsport zurück.
Er arbeitete bis zu seinem Tod beim russischen Skiverband und war einer der Cheftrainer des Weltcupteams; zuletzt Trainer der Sprintspezialistin Natalja Konstantinowna Matwejewa.
Am 10. Oktober 2008 befand er sich auf dem Weg zu einer Sitzung des Olympischen Komitees in Wladimir, als er beim Überqueren einer Straße von einem Auto erfasst wurde; er starb noch an der Unfallstelle.

## Teilnahmen an Weltmeisterschaften und Olympischen Winterspielen

### Olympische Spiele
- 1988 Calgary: 1. Platz 30 km klassisch, 2. Platz Staffel, 18. Platz 15 km klassisch, 38. Platz 50 km klassisch
- 1992 Albertville: 4. Platz 50 km Freistil, 5. Platz Staffel, 21. Platz 30 km klassisch
- 1994 Lillehammer: 5. Platz Staffel, 12. Platz 25 km Verfolgung, 13. Platz 50 km klassisch, 20. Platz 10 km klassisch, 28. Platz 30 km Freistil
- 1998 Nagano: 4. Platz 50 km Freistil, 5. Platz Staffel, 18. Platz 25 km Verfolgung, 31. Platz 10 km klassisch
- 2002 Salt Lake City: 28. Platz 50 km klassisch, 29. Platz 20 km Skiathlon

### Nordische Skiweltmeisterschaften
- 1989 Lahti: 3. Platz 50 km Freistil, 4. Platz 15 km klassisch, 5. Platz Staffel, 6. Platz 30 km klassisch
- 1991 Val di Fiemme: 5. Platz Staffel, 6. Platz 50 km Freistil, 13. Platz 15 km Freistil, 14. Platz 30 km klassisch
- 1993 Falun: 3. Platz Staffel, 11. Platz 30 km klassisch, 50. Platz 50 km Freistil
- 1995 Thunder Bay: 3. Platz 30 km klassisch, 6. Platz 25 km Verfolgung, 11. Platz Staffel, 13. Platz 10 km klassisch, 18. Platz 50 km Freistil
- 1997 Trondheim: 1. Platz 30 km Freistil, 2. Platz 10 km klassisch, 3. Platz 25 km Verfolgung, 4. Platz 50 km klassisch, 4. Platz Staffel
- 1999 Ramsau: 4. Platz 10 km klassisch, 7. Platz 25 km Verfolgung, 7. Platz Staffel, 26. Platz 50 km klassisch, 28. Platz 30 km Freistil
- 2001 Lahti: 9. Platz 50 km Freistil, 12. Platz 15 km klassisch, 19. Platz 30 km klassisch

## Erfolge

### Weltcupsiege im Einzel
| Nr. | Datum             | Ort         | Disziplin                         |
| --- | ----------------- | ----------- | --------------------------------- |
| 1.  | 1. März 1987      | Lahti       | 30 km Freistil Individualstart    |
| 2.  | 15. Februar 1988  | Calgary     | 30 km klassisch Individualstart 1 |
| 3.  | 6. März 1990      | Trondheim   | 15 km klassisch Individualstart   |
| 4.  | 13. März 1993     | Oslo        | 50 km klassisch Individualstart   |
| 5.  | 19. März 1994     | Thunder Bay | 50 km Freistil Individualstart    |
| 6.  | 14. Dezember 1994 | Tauplitzalm | 15 km klassisch Individualstart   |
| 7.  | 10. Februar 1996  | Kavgolovo   | 15 km klassisch Individualstart   |
| 8.  | 21. Februar 1997  | Trondheim   | 30 km Freistil Individualstart 2  |
| 9.  | 14. März 1998     | Oslo        | 50 km klassisch Individualstart   |

### Siege bei Continental-Cup-Rennen
| Nr. | Datum            | Ort         | Disziplin       | Serie           |
| --- | ---------------- | ----------- | --------------- | --------------- |
| 1.  | 27. Januar 1996  | Krasnogorsk | 15 km klassisch | Continental-Cup |
| 2.  | 15. Februar 1997 | Berkåk      | 10 km Freistil  | Continental-Cup |

### Weltcup-Gesamtplatzierungen
| Saison    | Gesamt | Gesamt | Langdistanz | Langdistanz | Sprint | Sprint |
| Saison    | Punkte | Platz  | Punkte      | Platz       | Punkte | Platz  |
| --------- | ------ | ------ | ----------- | ----------- | ------ | ------ |
| 1983/84   | 4      | 54.    | –           | –           | –      | -      |
| 1984/85   | –      | –      | –           | –           | –      | -      |
| 1985/86   | 21     | 18.    | –           | –           | –      | -      |
| 1986/87   | 62     | 6.     | –           | –           | –      | -      |
| 1987/88   | 57     | 9.     | –           | –           | –      | -      |
| 1988/89   | 43     | 10.    | –           | –           | –      | -      |
| 1989/90   | 30     | 14.    | –           | –           | –      | -      |
| 1990/91   | 36     | 18.    | –           | –           | –      | -      |
| 1991/92   | 26     | 20.    | –           | –           | –      | -      |
| 1992/93   | 251    | 9.     | –           | –           | –      | -      |
| 1993/94   | 294    | 9.     | –           | –           | –      | -      |
| 1994/95   | 572    | 4.     | –           | –           | –      | -      |
| 1995/96   | 544    | 4.     | –           | –           | –      | -      |
| 1996/97   | 290    | 10.    | 93          | 9.          | 17     | 48.    |
| 1997/98   | 207    | 14.    | 156         | 6.          | 51     | 28.    |
| 1998/99   | 366    | 9.     | 220         | 5.          | 68     | 37.    |
| 1999/2000 | 165    | 35.    | 87 78       | 14. 31. 3   | –      | -      |
| 2000/01   | 169    | 29.    | –           | –           | –      | -      |
| 2001/02   | 4      | 133.   | –           | –           | –      | -      |